# It Should Have Been Me
It Should’ve Been Me – rhythm and bluesowa piosenka napisana przez Memphisa „Eddiego” Curtisa, pierwotnie nagrana przez afroamerykańskiego muzyka Raya Charlesa. Utwór nagrany został w maju 1953 dla wytwórni Atlantic Records. Piosenka trafiła na singiel wydany w 1954, którego producentem był Ahmet Ertegün.
Utwór utrzymany jest w klimacie jive’a. W pełnej humoru, rapującej formie Charles przedstawia opowieść mężczyzny, który skarży się, że obok każdej spotkanej dziewczyny, która mu się podoba, zjawia się wkrótce jej chłopak lub mąż. A przecież: „It Should’ve Been Me”. Kilka wersów refrenu razem z Charlesem śpiewa sesyjny muzyk i autor piosenek Jesse Stone.
Singel został wydany w lutym 1954 (Atlantic 45-1021) i był drugim hitem, a pierwszym nagraniem Charlesa dla wytwórni Atlantic, które trafiło na listy ogólnokrajowe – na liście rhythm and bluesowych singli Billboardu dotarło w kwietniu 1954 do pozycji 5.

## Muzycy
- Ray Charles – śpiew, fortepian
- Jesse Stone – śpiew (podkład wokalny)

## Lista utworów
1. „It Should’ve Been Me” (Memphis Curtis) – 2:39
2. „Sinner’s Prayer” (Lloyd Glenn, Lowell Fulson) – 3:15